# Connaissez-vous Urban ?
Pour plus de détails, voir Fiche technique et Distribution.
Connaissez-vous Urban ? (Kennen Sie Urban?) est une comédie dramatique est-allemande réalisée par Ingrid Reschke, sortie en 1971. Il s'inspire de faits réels rapportés par Gisela Karau (de) dans son ouvrage Berichte aus den 60er Jahren.

## Synopsis
Hoffi fait la connaissance de son camarade Urban lors d'un long séjour à l'hôpital. Tous deux partagent une chambre et, après quelques problèmes initiaux, ils s'entendent de mieux en mieux. Avant tout, Hoffi apprend de cet ingénieur géomètre, qui a déjà travaillé en Algérie et à Cuba, beaucoup de la vraie vie et c'est nécessaire, car Hoffi a passé 1 an et demi en prison pour coups et blessures graves.
Après sa sortie de l'hôpital, Hoffi va de grand chantier en grand chantier en RDA avec son « Keule », c'est ainsi qu'on appelle son petit frère à Berlin, pour trouver Urban, qui est devenu son modèle. Mais personne ne le connaît. Mais sur un chantier, ils font la connaissance de Gila, une jolie Berlinoise qui fait un stage dans un bureau de dessin. On cherche des ouvriers sur le chantier et puisqu'un logement est aussi proposé aux ouvriers, les deux frères Hoffmann décident donc de rester sur place et de prendre part au chantier. Le travail leur plaît, ils sont acceptés dans l'équipe et le séjour en prison de Hoffi ne joue aucun rôle. Pas même avec Gila, dont il est entre-temps tombé amoureux. Mais Hoffi et Keule veulent néanmoins continuer leurs recherches pour trouver Urbain, mais leurs collègues les convainquent de rester quand même. Le prochain problème les attend déjà, car le chantier à venir est à Berlin. Hoffi est interdit de séjour à Berlin, une mesure punitive courante en RDA, bien que ce soit sa ville natale et que sa mère y habite. Ce problème est résolu par la direction du chantier.
Hoffi et Keule ne peuvent pas vivre dans leur ancienne chambre chez leur mère, car elle est occupée par le compagnon de cette dernière, ils déménagent donc dans un foyer d'ouvriers. Les parents de Gila ne sont pas du tout d'accord avec sa relation avec Hoffi, même lorsqu'ils apprennent qu'elle attend un enfant. Furieuse, Gila quitte ses parents qu'elle avait toujours considérés comme généreux et tolérants. Tous deux cherchent maintenant un appartement et se voient attribuer par les services sociaux un magasin vide qu'ils aménagent. Mais comme Hoffi voit soudain un problème dans un engagement fixe, il se retire chaque soir chez son frère dans le foyer. Le fait qu'il ait rencontré la femme d'Urban et qu'il lui ait rendu visite à la maison joue sans doute aussi un rôle. Il a appris que ce dernier travaille désormais au Viêt Nam, mais il a aussi vu les problèmes que rencontre une femme avec deux enfants dont le mari est au travail.
Keule réalise maintenant son rêve d'enfant et postule pour une place d'apprentissage dans un cirque, car il a toujours voulu faire quelque chose avec les animaux. Lorsque Hoffi décide enfin d'emménager avec Gila et de l'épouser, il reçoit un ordre de mobilisation pour l'armée. Lors d'une fête à l'appartement du magasin, où l'ambiance est très lourde, Hoffi se précipite soudain chez les parents de Gila et parvient à les convaincre de venir à la fête. Tout semble alors rentrer dans l'ordre.
Alors qu'Hoffi, déjà en uniforme, attend son train à la gare de l'Est de Berlin, il aperçoit dans un train déjà en partance Urban, qu'il cherche depuis longtemps et qui est de nouveau en route pour un nouveau chantier. Mais il n'a plus besoin de son aide.

## Fiche technique
- Titre original : Kennen Sie Urban?
- Titre français : Connaissez-vous Urban ?[2]
- Réalisateur : Ingrid Reschke
- Scénario : Ulrich Plenzdorf, Ingrid Reschke
- Photographie : Claus Neumann (de)
- Montage : Barbara Simon (de)
- Musique : Rudi Werion (de)
- Sociétés de production : Deutsche Film AG
- Pays de production :  Allemagne de l'Est
- Langue de tournage : allemand
- Format : Noir et blanc - 2,35:1 - Son mono - 35 mm
- Durée : 96 minutes (1h36)
- Genre : Comédie dramatique
- Dates de sortie :
  - Allemagne de l'Est : 14 janvier 1971
  - Hongrie : 15 juillet 1971

## Distribution
- Berndt Renne (de) : Hoffi
- Jenny Gröllmann : Gila (Gisela Laabs)
- Harald Wandel (de) : Keule
- Irma Münch (de) : Mme Hoffmann
- Manfred Karge (de) : Urban
- Katja Paryla (de) : Katja
- Jürgen Heinrich : Latowski
- Thomas Neumann (de) : Kirsche
- Maria Rouvel (de) : Wanda
- Evamaria Bath (de) : Mme Laabs
- Ralph Borgwardt (de) : M. Laabs
- Agnes Kraus (de) : la grosse voisine
- Peter Bause (de) : l'avocat
- Waltraut Kramm (de) : la juge
- Ute Boeden (de) : l'adjoint administratif